# Skien
Skien es una ciudad y municipio de la provincia de Telemark, Noruega. Pertenece al distrito tradicional de Grenland.
El municipio ocupa en Noruega el lugar número 11 en población, con más de 53 745 habitantes según el censo de 2015. Sin embargo, la conurbación de Skien y Porsgrunn es considerada la séptima zona metropolitana más poblada de Noruega, con más de 85 000 habitantes.[cita requerida] Skien es también una de las ciudades más antiguas del país, y sus raíces se remontan aproximadamente al año 900.
Su economía se basa en la industria de la generación de energía eléctrica, además de las funciones de capitalidad de provincia.

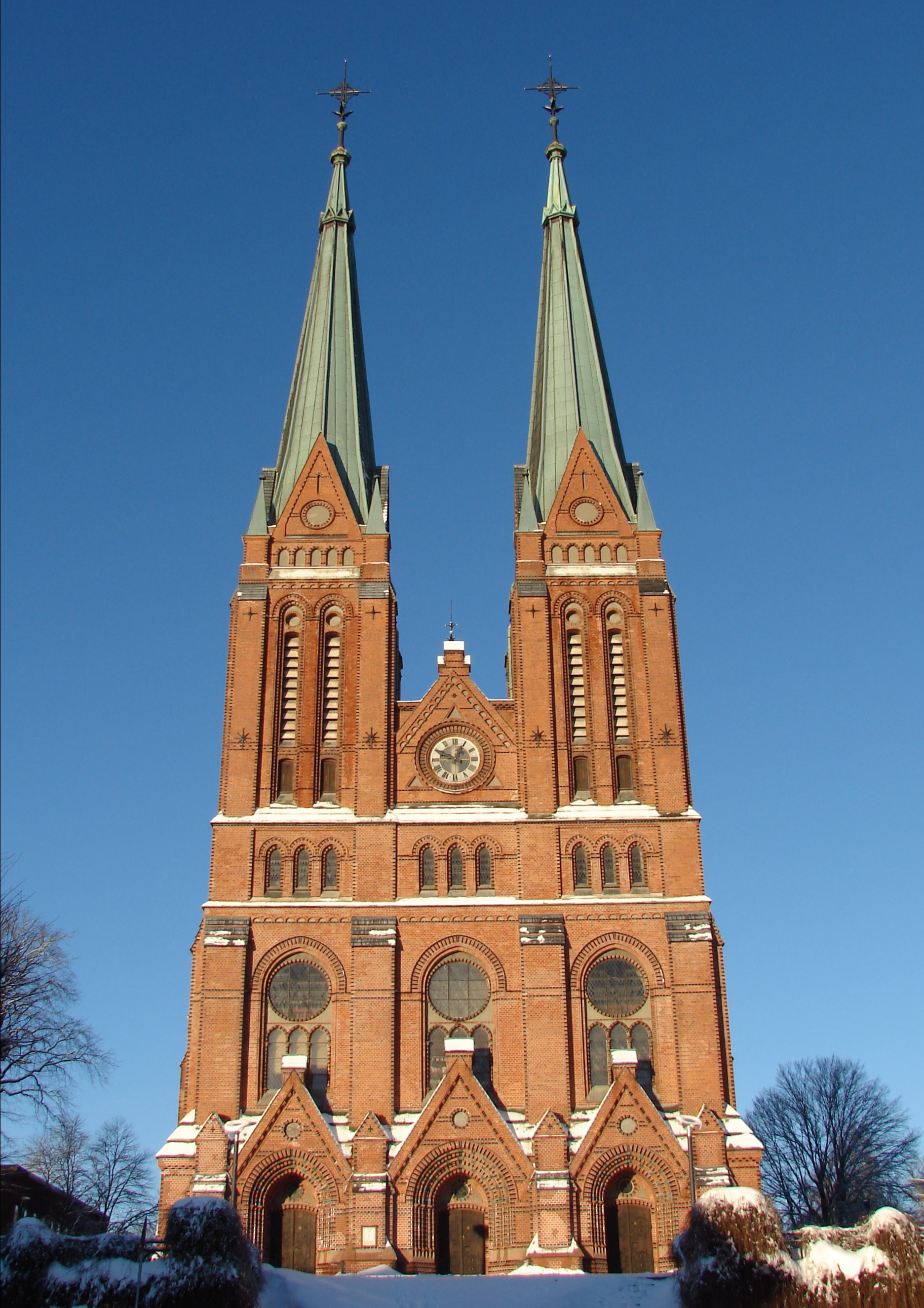
Iglesia de Skien

## Demografía
En general, la población de Skien es más joven que el promedio nacional y la brecha entre ricos y pobres es más amplia. El 60,4% de la población de Skien es de origen étnico noruego, un aumento del 6% desde 2002. El 19,6% de la población de Skien son inmigrantes de primera o segunda generación. Se espera que el número aumente a alrededor del 37% para 2030. Los noruegos africanos constituyen la minoría étnica más grande. En 2013, el 40% de los alumnos de la escuela primaria de Skien estaban registrados con otro idioma materno distinto del noruego.

## Comercio
Skien tiene tres centros comerciales:
Handelsbyen Herkules (110 tiendas y servicios)
Arkaden Skien Storsenter (47 tiendas y servicios)
Lietorvet Senter (28 tiendas y servicios)

## Personajes célebres
- Henrik Johan Ibsen (20 de marzo de 1828, Skien – 23 de mayo de 1906, Christiania (Oslo). Dramaturgo y poeta noruego.
- Fredrik Hjalmar Johansen (15 de marzo de 1867, Skien - 3 de enero de 1913, Oslo). Explorador noruego.
- Gunnar Knudsen (19 de septiembre de 1848, Saltrød – 1 de diciembre de 1928, Skien). Político noruego del partido Venstre (Partido Liberal) y ex primer ministro noruego.

## Referencias

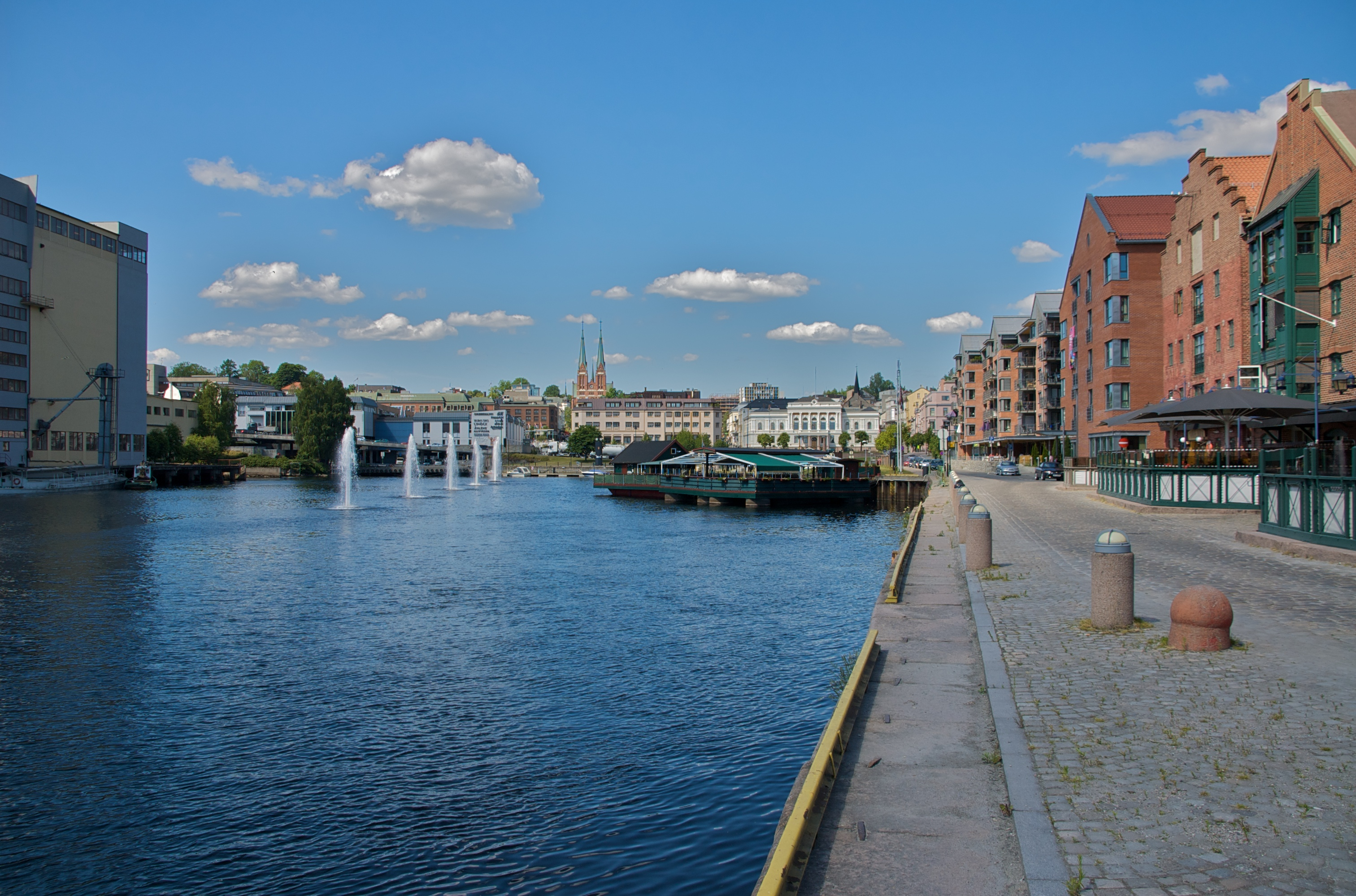
Skien centro de la ciudad